# An Nabk
An Nabk (arabiska: النبك) är en distriktshuvudort i Syrien.   Den ligger i provinsen Rif Dimashq, i den sydvästra delen av landet, 70 kilometer nordost om huvudstaden Damaskus. An Nabk ligger 1 275 meter över havet och antalet invånare är 49 372.
Terrängen runt An Nabk är kuperad åt nordost, men åt sydväst är den platt. An Nabk ligger nere i en dal. An Nabk är det största samhället i trakten.
Trakten runt An Nabk är ofruktbar med lite eller ingen växtlighet. Runt An Nabk är det ganska tätbefolkat, med 75 invånare per kvadratkilometer.